# One Night, and Then --
One Night, and Then -- è un cortometraggio muto del 1910 diretto da David W. Griffith. Prodotto e distribuito dalla Biograph Company, il film uscì nelle sale cinematografiche statunitensi il 14 febbraio 1910.

## Trama
La sua vita dissipata spinge Henry Revol a fuggire da casa, lasciandosi tutto dietro di sé e portandosi dietro solo qualche soldo per prendere una camera in affitto dove ha deciso di suicidarsi. Mentre sta per mettere in atto il gesto definitivo, sente degli strani rumori. È una povera madre, che piange e geme davanti al figlioletto malato. Commosso, Henry vorrebbe aiutarla ma gli servirebbe il denaro che ora non ha più. Ha buttato via anche le chiavi di casa; così, per entrare nel suo appartamento, vi si introduce come un ladro. Sorpreso dai domestici, viene messo a terra. Quando lo riconoscono, i domestici chiamano il medico al quale Rovel chiede il suo aiuto per soccorrere il piccolo ammalato. Gli ultimi momenti di Rovel sono addolciti dal pensiero che ora il bambino potrà essere curato e che lui, nella sua vita, ha compiuto finalmente una buona azione.

## Produzione
Il film fu prodotto dalla Biograph Company.

## Distribuzione
Distribuito dalla Biograph Company, il film - un cortometraggio in una bobina - uscì nelle sale cinematografiche statunitensi il 14 febbraio 1910.
Copia della pellicola viene conservata negli archivi del Museum of Modern Art.